# Naoufel Khacef
Mohamed Naoufel Khacef (in arabo خاسف نوفل محمد‎?; Kouba, 27 ottobre 1997) è un calciatore algerino, difensore del CR Belouizdad.

## Caratteristiche tecniche
È un terzino sinistro.

## Carriera

### Club
È cresciuto nel settore giovanile dell'USM Alger. Nel 2016 è stato acquistato dall'NA Hussein Dey con cui ha esordito fra i professionisti disputando l'incontro del campionato algerino pareggiato 2-2 contro l'USM Bel Abbès. Nel febbraio 2020 è stato ceduto in prestito fino a giugno al Bordeaux, che lo ha aggregato alla propria seconda squadra, ed il 3 settembre seguente è stato acquistato a titolo definitivo dai portoghesi del Tondela.

### Nazionale
Nel 2021 ha esordito in nazionale.